# Réseau routier marocain
Le réseau routier marocain est constitué de l'ensemble des voies de communication terrestres permettant le transport par véhicules routiers, et en particulier, les véhicules motorisés (automobiles, motos, autocars, poids lourds...) au Maroc.
En 2016, le réseau géré par le ministère de l’Équipement, du Transport et de la Logistique totalisait 58 804 km de routes classées, dont 78,3% revêtues se répartissant en 1 770 km d'autoroutes, 15 075 km de routes nationales, 11 323 km de routes régionales et 30 636 km de routes provinciales, 2 177 km des routes étant des voies express,.

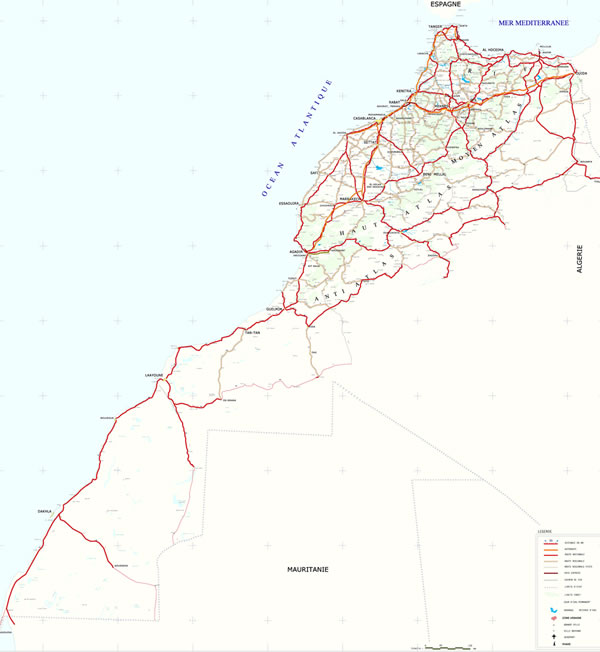
Les routes principales du Maroc

## Histoire

### XIXesiècle
Au XIXe siècle, la majorité de la population, évaluée à 5 millions d'habitants, vit dans des espaces marqués par le nomadisme et la transhumance, et la tente demeure alors le mode d'habitat le plus répandu. Seule une petite trentaine de villes regroupant moins de 500 000 habitants au total peuvent être dénombrées. Dans ses carnets de voyage, Charles de Foucauld signale qu'« il n’y a point de routes au Maroc : on n’y trouve qu’un très grand nombre de pistes qui s’enchevêtrent les unes dans les autres en formant des labyrinthes où l’on se perd vite, à moins d’avoir une profonde connaissance du pays. Ces pistes sont des chemins commodes en plaine, mais très difficiles et souvent dangereux en montagne. ».
On distingue alors deux catégories de voies terrestres de communication : les chemins publics, appelés « routes du Sultan », dont la sécurité est assurée par le Makhzen, et les pistes secondaires, appelées parfois chemins muletiers « routes de l’ânier »  répondant aux besoins locaux, que le voyageur ne pouvait emprunter sans l'aide d'une escorte (ztata) qu'il devait payer. Le voyage en caravane permet d’en répartir le coût sur l’ensemble des voyageurs.
En 1892, Fès et Marrakech occupent une place centrale dans le réseau qui les relie d’un côté à la montagne, aux vallées du Sud et au commerce transsaharien, et de l'autre aux villes maritimes ouvertes sur le commerce extérieur. Ces derniers axes, Fès-Rabat et Fès-Tanger, ainsi que les routes reliant Marrakech à Safi, El Jadida et Essaouira, sont ceux qui connaissent la plus grande extension du nombre de nzala-s, les gîtes d'étapes pour les caravanes, témoins de l’essor du trafic tout au long du XIXe siècle.
Les communications sont lentes : la vitesse moyenne d’une caravane  est de 7 km/h, et les étapes forcément inférieures à 50 km. Le voyage entre Tanger et Fès s’effectuait ainsi en sept ou dix jours durant la saison d’été et plus d’un mois pendant la période des pluies. La roue, connue pourtant depuis la plus haute antiquité, n'est guère utilisée en dehors des villes où les charrettes, introduites par les Européens au début du XXe siècle, sont encore rares. Les pistes peuvent en effet se transformer en fondrières avec les pluies, et la roue, qui peut s'ensabler ou s'embourber, y est moins commode que les animaux de bât. Les marchandises sont transportées dans les tellis, nattes cousues portées par les chameaux. Les mulets peuvent supporter une charge maximale de 200 kg, les chameaux un quintal supplémentaire. Les voyageurs se déplacent le plus souvent à pied, plus rarement en chaise à porteurs ou sur une monture.
Avec l'apparition de la navigation à vapeur dans la seconde moitié du XIXe siècle, le commerce transsaharien fait faillite au profit du trafic maritime et les villes de la façade atlantique comme Rabat se développent.

### Protectorats français et espagnol (1912-1956)
En mars 1912, la convention de Fès établit le Protectorat français dans l'Empire chérifien, dont Hubert Lyautey fut le premier résident général. Il entreprend la « pénétration pacifique » du Maroc, malgré le début de la Première Guerre mondiale. Le premier enjeu est de permettre la circulation rapide de troupes des ports de l’Atlantique aux confins orientaux du pays. Lyautey confie au génie militaire, rapidement relayé par l’Administration des Travaux Publics, la réalisation d’un premier programme qui porte sur la construction de 1 400 kilomètres de routes en cinq ans. La Première Guerre mondiale a pour effet de retarder le programme de construction ferroviaire tardivement initié en 1911 mais par contrecoup accélère la réalisation du programme routier.
Dix ans plus tard, l'objectif est dépassé et plus de 2 700 kilomètres de routes ont été réalisés à l’aide d'un deuxième emprunt. Le premier tronçon va de Casablanca à Rabat. C’est le point de départ de l’axe stratégique qui, en passant par Fès et la trouée de Taza, rejoint Oujda au bout de 700 kilomètres, puis la frontière de l'Algérie, alors colonie française. Un grand pont en béton armé remplace le bac du Bou Regreg, et des ponts suspendus ou des viaducs sont construits sur les basses vallées des oueds Cherrat, Neffifick ou Mellah. Les camions et automobiles capables de dépasser les 100 km/h remplacent les convois militaires, et dès 1922 les circuits touristiques organisés par la Compagnie Transatlantique dans l'Afrique du Nord empruntent cette voie d'un bout à l’autre.
Au nord, la route qui part vers Kénitra et Souk El Arbaa en traversant la zone espagnole ne relie pas Rabat à Tanger du fait de l'inachèvement du pont sur l'Oued Sebou. L’axe central du Protectorat Oujda-Casablanca se prolonge au sud-ouest vers les plaines fertiles de la Chaouia et des Doukkala. Dès le début des années 1920 Casablanca, El Jadida (Mazagan), Safi et Essaouira (Mogador) sont reliées entre elles par une route littorale qui sera prolongée plus tardivement vers Agadir. De chacun de ces ports, on peut rejoindre directement Marrakech qui se trouve au centre d’un réseau en étoile mais, bien qu'alors la ville la plus peuplée du Maroc, elle ne sera reliée à Fès par une route principale qu'à la fin des années 1930. L'Atlas demeure encore une frontière naturelle. Jusqu’à la Seconde Guerre mondiale, seules des pistes permettent le franchissement du Haut Atlas central par le Tizin’Test et le Tizin’Tichka.
Parallèlement à la réalisation des routes de nombreux chemins d'exploitation sont créés pour desservir les nouvelles terres colonisées. Dès les années 1920 les routes principales sont bitumées. En 1954, près de 11 500 kilomètres de chaussées construites et revêtues ont été réalisés. À ces routes d'État, classées en deux catégories (routes principales et secondaires), il faut ajouter 30 000 kilomètres de routes tertiaires, comprenant des « pistes de commandement » et des « chemins de colonisation ».

### De l'indépendance aux années 1990
Le Maroc redevient indépendant officiellement le 2 mars 1956 à la suite des accords établis avec  la France puis il reprend le contrôle de la zone de Tanger, alors territoire sous administration espagnole, grâce à l'accord de Madrid. Dans le domaine routier Mohamed V, le premier roi du Royaume du Maroc, entreprend de remédier à deux lacunes essentielles : d’une part, la précarité des relations entre le nord et le reste du pays, d’autre part l’insuffisance de la desserte des provinces éloignées.
Une des premières réalisations est la construction en 1957 de la route reliant sur 63 km Taounate à Kétama, traversant le cœur du massif du Rif et opérant ainsi la jonction entre les anciennes zones française et espagnole du protectorat, unissant symboliquement le territoire. Construite à l’aide de brouettes et à coups de pioche et ayant mobilisé 12 000 volontaires venus de toutes les provinces du Royaume, c'est l’un des derniers grands chantiers routiers de main d’œuvre. Les réalisations qui suivront de 1957 à 1962, soit plus de 900 km de routes dans le sud de l’Atlas (régions d’Agadir, Ouarzazate, Errachidia, Bouarfa) seront réalisées à l'aide de gros engins de terrassement.
En 1973 est créée la Direction des Routes et de la Circulation Routière (DRCR), puis l’année suivante une réorganisation de l’entretien routier conduit à remplacer les cantons par des brigades mobiles d’intervention. La classification héritée du Protectorat entre routes principales et secondaires est révisée en 1990 pour se conformer au mouvement de décentralisation et mieux répartir les charges entre l’État et les collectivités locales. On distingue ainsi routes nationales, routes régionales, routes provinciales et routes communales, cette dernière catégorie totalisant 9 000 km en 2001.
La longueur de routes construites est passée de 21 367 km en 1960 à 57 227 km en 2001.

### Des années 1990 à aujourd'hui

#### Routes rurales
Le début des années 1990 est marqué par un intérêt pour les campagnes, jusque là mal desservies. Le premier programme national des routes rurales (PNCRR) lancé en 1995 a permis la réalisation en 2003 de près de 9 000 km de routes. Le second, lancé en 2005, vise la création de 15 000 km de routes rurales, permettant une augmentation du taux d’accessibilité de la population rurale au réseau routier de 54 % en 2005 à 80 % à l’horizon 2015.

#### Autoroutes
La construction d'un réseau autoroutier est récente. L’axe Casablanca-Rabat est le premier à être réalisé à partir de 1975 par tranches successives pour tenir compte des possibilités budgétaires de l'État, qui est alors seul à financer l’investissement sur son budget. Le premier tronçon est mis en service en 1978, mais le dernier ne le sera que fin 1987, soit près de douze ans après le début des travaux. C’est à l’issue de leur achèvement que la décision est prise en 1988 d'instaurer un système de péage sur l’autoroute Casablanca-Rabat, avec un régime de concession, le produit des péages devant permettre d’une part d'assurer l’entretien de l’autoroute dans les meilleures conditions, d’autre part de financer l’extension de l’infrastructure.
Le programme connaît alors une accélération avec la définition en 1989 du Schéma d’Armature Autoroutier. La Société nationale des autoroutes du Maroc (ADM) est également créée en 1989 ainsi qu'un fonds spécial. Le système de la concession et du péage facilite la mise en œuvre de ce schéma qui prévoit la réalisation d’un réseau de 1 500 km autour de deux axes structurants : Nord-Sud reliant les frontières de l'Europe à l'Afrique subsaharienne et Ouest-Est dans le sens de l'unité du grand Maghreb . Les premiers péages sont perçus en 1992, avant même la mise en place du cadre juridique destiné à rassurer les investisseurs étrangers, permettant sans risque de contestation de les encaisser : jusqu'alors absente du droit marocain, la notion de péage y fait son apparition dans la loi de finance, sous la forme d’une taxe parafiscale. Les investissements des ADM débutent l'année suivante, en 1993.

#### Rocade méditerranéenne
En 1997 sont lancés les travaux de construction de la Route nationale 16, une route longeant la côte nord du Maroc le long du littoral méditerranéen et reliant Tanger à Saïdia en passant par Ksar Seghir, Fnideq, Tétouan, Jebha, Al Hoceïma, Nador et Kebdana. Elle s'étirera lors de son achèvement prévu en 2012 sur 582 km, dont 112 km d'autoroutes ou de voies rapides, 180 km de routes existantes qui ont été réaménagées et 290 km de routes nouvellement créées. À fin 2007, un linéaire de 359 km était réalisé. Les travaux se sont poursuivis avec le tronçon Al Hoceima –Al Jebha sur 103 km, puis avec le dernier tronçon de la Rocade reliant Jebha à Tétouan sur 120 km dont les travaux ont été lancés en 2008. Elle permettra de réduire le temps de trajet de 11 à 7 heures entre Tanger et Saidia.

## Consistance du réseau

### Classification du réseau
La classification du réseau routier marocain établie en 1947 pendant le protectorat français distinguait trois types de routes : routes principales, routes secondaires et chemins tertiaires. Cette classification a été révisée en 1990 par décret no 2-83-620 du 4 Rajib 1410, 1er février 1990, pour tenir compte de la décentralisation des institutions engagée par le Maroc. Les routes sont désormais classées en quatre catégories : routes nationales, routes régionales, routes provinciales et routes communales. La définition précise des réseaux national et régional a été finalisée en mars 1993 (arrêt no 618-93 du 17 Ramadan 1413 du Ministère des Travaux Publics, de la Formation Professionnelle et de la Formation des Cadres). Pour le réseau de routes provinciales, l’arrêté de son reclassement n'a été approuvé qu'en septembre 1997 (arrêté no 1491-97 du 2 Joumada I 1418). Depuis cette date, la nouvelle classification du réseau routier est entrée en vigueur.
En 2004, le réseau routier marocain était composé de 57 503 km de routes nationales se répartissant en 517 km d'autoroutes (1831 km en 2016), 11 251 km de routes nationales, 10 078 km de routes régionales et 35 657 km de routes provinciales. Sur ces 57 503 km, 35 543 km de routes sont revêtues.
| Maître d'ouvrage | Type de route       | Gestionnaire                                                | Revêtues (km) | Non revêtues (km) | Pistes (km) | Total (km) | %    |
| ---------------- | ------------------- | ----------------------------------------------------------- | ------------- | ----------------- | ----------- | ---------- | ---- |
| État             | Autoroutes          | Société nationale des autoroutes du Maroc (concessionnaire) | 1831          |                   |             | 1831       | 0,9  |
| État             | Routes nationales   | État                                                        | 9 806         | 14                | 1 431       | 11 251     | 19,6 |
| État             | Routes régionales   | État                                                        | 8 855         | 54                | 1 169       | 10 078     | 17,5 |
| État             | Routes provinciales | État                                                        | 16 365        | 2 095             | 17 197      | 35 657     | 62   |
| État             | Sous-total          |                                                             | 36 799        | 2 163             | 19 797      | 57 503     | 100  |
| Communes         | Routes communales   | Communes                                                    |               |                   |             | 9 000      |      |
| Total général    |                     |                                                             | 36 799        | 2 163             | 28 797      | 67 759     |      |

### Autoroutes
Si la première autoroute, Casablanca-Rabat, commence à être réalisée par tranches successives à partir de 1975, le cadre juridique général des autoroutes est beaucoup plus récent. C'est en fait la loi 4-89 promulguée par le Dahir no 1-91-109 du 6 août 1992 et le décret d'application no 2-189 du 2 février 1993, qui en constituent le cadre juridique principal. Cette loi définit dans son article 1 ce qu'est une autoroute, à savoir « une voie routière à destination spéciale sans croisement, accessible seulement en des points aménagés à cet effet et réservée aux véhicules à propulsion mécanique soumis à immatriculation ». Dans son article 2, la loi permet le classement de toute voie routière projetée ou existante dans le réseau autoroutier si elle en a les caractéristiques. Elle permet en particulier la construction et l'exploitation des autoroutes par voie de concession. L'article 1er du décret d'application précise que les autoroutes peuvent être concédées par l'État aussi bien à des personnes de droit public que de droit privé. Le concessionnaire est en outre autorisé à percevoir des péages et des redevances pour installations annexes en vue d'assurer la rémunération et l'amortissement des capitaux investis pour la construction, l'entretien et l'exploitation de l'autoroute.
La loi de 1992 a été amendée par la loi no 21-03 promulguée par le dahir no 1-03-205 du 11 novembre 2003. Des précisions sont apportées sur les restrictions de circulation et sur les infractions encourues. L'accès des autoroutes est ainsi interdit : aux transports exceptionnels, aux véhicules à propulsion mécanique qui ne sont pas capables d’atteindre en palier une vitesse minimum de 60 kilomètres par heure, aux véhicules à traction non mécanique, aux bicyclettes et motocycles munis d’un moteur dont la cylindrée est inférieure à 125 cm3, aux piétons, aux personnes à dos de monture et aux animaux.
La loi de 2003 ajoute aussi des précisions sur la réglementation de son usage. Sont ainsi interdits l'arrêt pour le ramassage et le dépôt des voyageurs, le dépannage ou le remorquage par des organismes non agréés, l'implantation de panneaux publicitaires sauf dans les aires de repos et des stations-services, l’exposition et la vente de produits ou de marchandises, sauf dans les aires de repos et dans les stations-service, et le pâturage des animaux.
Le Maroc a le plus grand réseau autoroutier du Maghreb et le deuxième d'Afrique, après celui d'Afrique du Sud. En août 2016, après la mise en service du tronçon El Jadida - Safi, d'une longueur de 143 km, le réseau totalise une longueur de 1 831 km (dont 39 km de pénétrantes).

### Le réseau routier national

Densité spatiale du réseau routier au nord du Maroc

Le réseau routier national se compose des axes reliant les principaux pôles du pays permettant d'assurer des échanges d'importance nationale ou internationale jusqu’aux frontières avec les pays limitrophes. Il est également formé de routes ayant une portée importante d’aménagement du territoire. En 2004, il était constitué de 11 000 km, soit environ 20 % du réseau routier total et présente un taux de revêtement d’environ 85 %. Il a supporté en 2007 un volume de circulation de quelque 39 millions de véh x km par jour, soit près de 65 % du volume total de circulation. En outre presque 55 % des routes nationales ont une largeur de chaussée supérieure ou égale à 62 m et seulement 1 % ont un profil en travers inférieur à 4 m.

### Le réseau routier régional
Le réseau régional relie les pôles de moyenne importance au réseau national et permet d’assurer les échanges entre les pôles secondaires et primaires au sein d’une même région, entre les pôles secondaires aux interfaces de deux provinces ou d'une même province et entre les pôles secondaires et les chefs-lieux de provinces. Le réseau régional, d'une longueur de 10 000 km environ, couvre moins de 18 % du réseau routier marocain avec un taux de revêtement de l'ordre de 88 %. 28 % des routes de ce réseau ont une largeur supérieure ou égale à 6 m, contre 9 % avec une chaussée inférieure à 4 m.

### Le réseau routier provincial
Le réseau des routes provinciales relie les centres de petite et moyenne importance et forme l’essentiel du réseau marocain. Il permet d’assurer les liaisons entre chaque commune et les pôles dont elle dépend, les liaisons entre chaque chef-lieu de commune et les réseaux national et régional et les liaisons de continuité transversales ou radiales dans les zones densément peuplées. Il court sur près de 35 700 km (soit près de 62 % du réseau global) et présente un taux de revêtement relativement faible de l’ordre de 46 %. Seulement 6 % du réseau présente une largeur supérieure ou égale à 6 m et près de 18 % ont une largeur inférieure à 4 m.

## Circulation routière

### Parc automobile et trafic

Évolution comparative du parc automobile, de la circulation et du réseau routier du Maroc entre 1998 et 2007 (base 100 en 1998)

Au lendemain de l'indépendance, le nombre de véhicules au Maroc était de l’ordre de 200 000. Cinquante ans après, ce parc est passé à environ 1 850 000 véhicules soit un taux annuel moyen de croissance de 4,7 %. La mobilité des Marocains au cours de la même période a augmenté à un rythme plus important. En effet, la circulation sur les routes est passée de 2 000 à 48 800 km.véh/jour soit un taux annuel moyen de croissance de 6,9 %. Ce rythme d'accroissement se retrouve sur la période 1988-2007 où le parc automobile a augmenté de 49,8 % en passant de 1 524 339 à 2 284 060 véhicules, soit un accroissement annuel moyen de 4,6 %, et où la circulation a augmenté de 53,1 %, soit un accroissement annuel moyen de 4,8 %. Parallèlement la longueur du réseau routier n'a augmenté de 13,7 %, soit un accroissement annuel moyen de 1,6 %. Cette différence d'évolution des indicateurs peut être justifiée par les investissements lourds que nécessitent la construction ou la mise en place de l’infrastructure routière comparativement au parc automobile.
| Année                 |        | 1998    | 1999    | 2000    | 2001  | 2002    | 2003    | 2004    | 2005    | 2006    | 2007    |
| --------------------- | ------ | ------- | ------- | ------- | ----- | ------- | ------- | ------- | ------- | ------- | ------- |
| Parc automobile       | Valeur | 1 524,3 | 1 600,7 | 1 675,5 | 1 740 | 1 807,6 | 1 874,9 | 1 950,8 | 2 036,3 | 2 146,6 | 2 284,1 |
| Parc automobile       | Indice | 100     | 105     | 109,9   | 114,2 | 118,6   | 123     | 128     | 133,6   | 140,8   | 149,8   |
| Circulation           | Valeur | 39      | 41,6    | 43,5    | 46,1  | 47,6    | 48,9    | 52,6    | 54,9    | 55,7    | 59,7    |
| Circulation           | Indice | 100     | 106,7   | 111,5   | 118,2 | 122,1   | 125,4   | 134,9   | 140,8   | 142,8   | 153,1   |
| Réseau routier revêtu | Valeur | 31,5    | 32,3    | 32,5    | 32,5  | 34,6    | 34,5    | 35,5    | 35,7    | 35,8    | -       |
| Réseau routier revêtu | Indice | 100     | 102,5   | 103,2   | 103,2 | 109,8   | 109,5   | 112,7   | 113,3   | 113,7   |         |

Malgré cette augmentation importante d'une année sur l'autre, le taux de motorisation qui est de 74 véhicules pour 1 000 habitants reste très faible par rapport à d'autres pays, notamment les pays européens et d'Amérique du Nord. L'une des implications directes de ce faible taux de motorisation est le recours de la population marocaine aux moyens de transport en commun pour assurer son besoin en matière de déplacement.

## Sécurité routière

### Accidentalité
Les routes marocaines sont considérées parmi les plus meurtrières du monde. Le taux d'accident y est 10 fois plus élevé que sur les routes américaines et 14 fois plus élevé que sur les routes françaises. Chaque année, selon les statistiques marocaines plus de 4 000 personnes sont tuées sur les routes marocaines et plus de 12 000 sont blessées gravement,.
Selon l'OMS, les chiffres réels sont plus graves que ceux présentées par les statistiques marocaines puisqu'il y aurait 8 000 morts par an.
Selon une étude Comité national de prévoyance des accidents de la circulation (CNPAC) menée en 2009, la moitié des conducteurs ne portent pas la ceinture de sécurité, 21 % des conducteurs de deux-roues et 76 % de leurs passagers ne portent pas de casque, 85 % des conducteurs grillent les stops, 79 % ne respectent pas la priorité à droite et 9 % ne s’arrêtent pas au feu rouge.
Selon l'ONU, les statistiques d’accidents montrent que les routes rurales concentrent un quart des accidents et produisent 70% des tués notamment en raison de vitesses excessives.

## Équipements de la route

### Radars
La mise en place du nouveau code de la route en 2010 s'est accompagnée de l'implantation d'un certain nombre de radars automatiques.

## Organisation administrative
La création, l'amélioration, la maintenance et la gestion des routes nationales dépendent du ministère de l’Équipement et du Transport dont la création remonte à 1920 sous le nom de la Direction Générale des Travaux Publics. En 2002 les Départements de l’Équipement et du Transport ont été regroupés sous l’appellation actuelle « Ministère de l’Équipement et du Transport ». Les missions et l’organisation de ce Ministère ont été précisées par décret en 2008, officialisant la fusion des structures héritées des départements Équipement et Transport.
La direction des routes et de la circulation routière en est une des directions opérationnelles et a pour mission, entre autres, d’élaborer et mettre en œuvre la politique du gouvernement en matière de routes et d’autoroutes, de recueillir, exploiter et diffuser les données relatives aux accidents de la circulation, au trafic routier, et à l'état du réseau routier, de gérer le domaine public routier, d’organiser, surveiller et contrôler les carrières, d’élaborer les règles techniques applicables à la construction, à la maintenance des routes et à leur exploitation, d'assurer le contrôle des travaux des routes relevant de sa compétence.
Elle est représentée au niveau territorial en 2008 par 16 directions régionales de l'équipement et des transports (DRET), 36 directions provinciales de l’équipement et des transports (DPET) et 7 services logistiques et matériel (SLM). Ces derniers sont des entités autonomes. Ils mettent à la disposition des DRET et des DPET le matériel nécessaire (engins TP et camions) pour assurer l'entretien courant, le déneigement et le désensablement des routes.

## Entretien routier

### Viabilité hivernale
Selon la constitution de la chaussée et la nature de son revêtement lorsqu'il existe, le réseau routier est plus ou moins sensible aux variations de températures ou aux intempéries. Cinq types d’incidents peuvent se produire en période hivernale sur le réseau routier marocain et conduire à des restrictions de circulation : l’enneigement, des crues ou des fortes pluies, l’ensablement, les accidents de la circulation routière et les problèmes liés aux ouvrages d’art. Les services gestionnaires de la route doivent intervenir dans des délais définis selon une stratégie adaptée à chaque type d’incident et à la région où il se produit.

#### Données climatiques
Le climat du Maroc, considéré depuis l’extérieur comme un pays chaud, comporte pourtant beaucoup de nuances selon les régions : méditerranéen au nord, océanique à l’ouest, continental à l’intérieur des terres et saharien au sud, il varie en outre en fonction des saisons.
Sur la côte occidentale, les températures moyennes varient entre 8° et 21 °C en hiver et de 17° à 27 °C en été. Dans l’intérieur du pays, les températures moyennes hivernales varient entre 4° et 20 °C. Les hivers sont froids et pluvieux avec les apparitions fréquentes de gel et des chutes de neige abondantes dans le moyen et le haut Atlas qui peuvent se prolonger jusqu’au mois de mai, les températures pouvant descendre exceptionnellement jusqu'à −18 °C, tandis qu'en période estivale elles sont assez agréables avec 20 °C en moyenne.
En matière d'exploitation de la route, la saison hivernale est caractérisée par le nombre de jours de chutes de neige, les épaisseurs de neige enregistrées sur le réseau routier et le nombre d'heures pendant lesquelles le lien routier est interrompu en raison des mauvaises conditions climatiques. L'enneigement est fréquent dans les régions du Rif, du moyen et haut Atlas sur un linéaire de 5 000 km environ. L’ensablement est rencontré dans les zones désertiques du sud du Royaume. Le réseau routier est soumis à des chutes de neige plus ou moins importantes selon les régions et les périodes. La période la plus enneigée s’étend du mois de novembre au mois de mars. Les années 2006-2009 ont été caractérisées par :
|                                                     | 2005/2006 | 2006/2007 | 2007/2008 | 2008/2009 |
| Nombre d’heures d’interruption                      | 5 223     | 1 027     | 700       | 9 660     |
| Nombre de jours avec chutes de neige sur les routes | 17        | 15        | 12        | 74        |
| Kilomètres de routes enneigées                      | 4 251     | 3 714     | 2 486     | 4 900     |

#### Enneigement

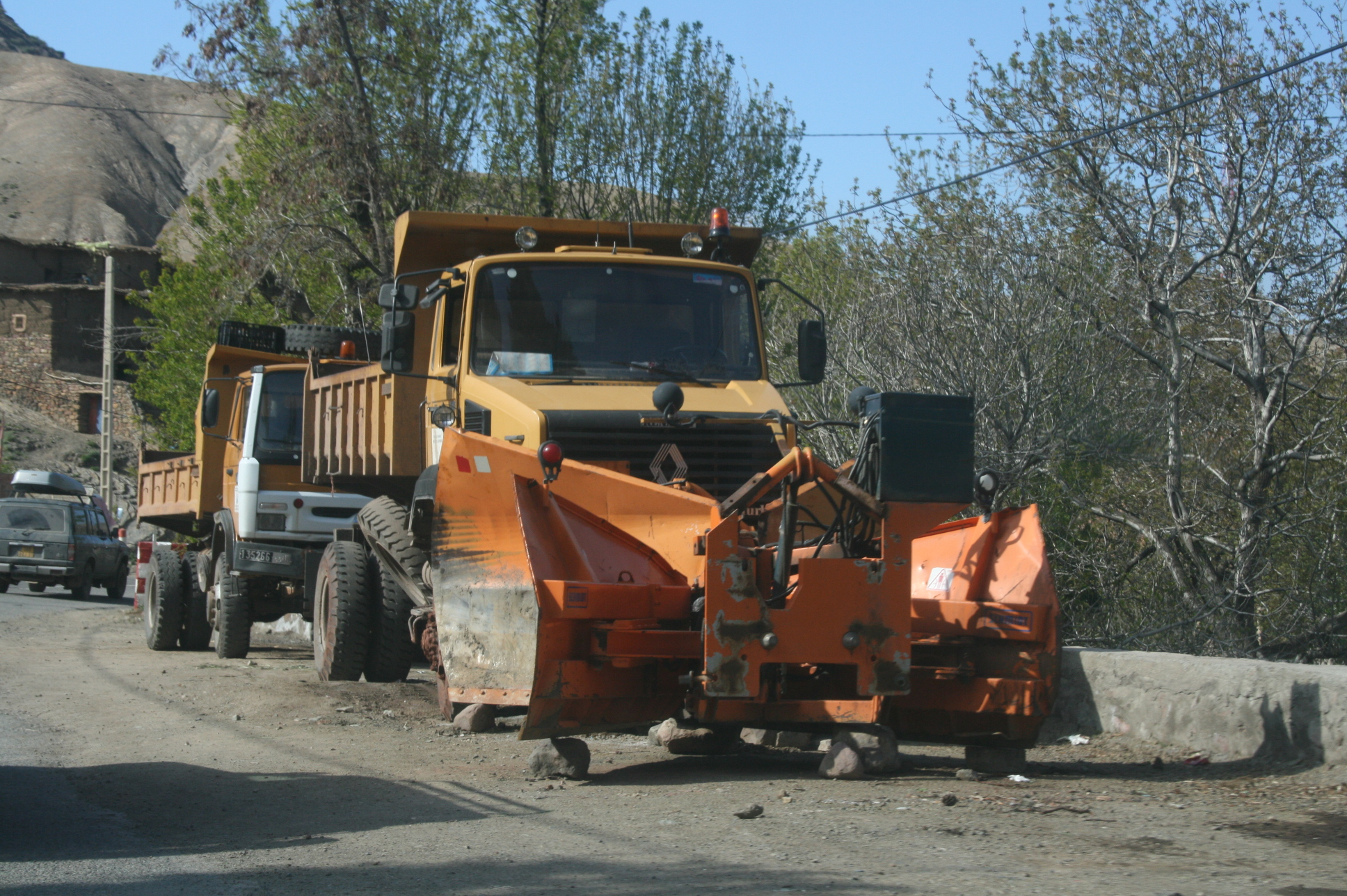
Engin de service hivernal équipé d'une étrave de déneigement.

Le maintien de la viabilité des routes enneigées constitue un enjeu crucial pour les gestionnaires de la route tant sur le plan économique que de la sécurité routière. Les interruptions de circulation portent en effet un réel préjudice à la population et à l’activité économique et commerciale des régions concernées car; au Maroc, 90 % des personnes et 75 % des marchandises sont en effet déplacées par la route.
Les actions entreprises en cas d’enneigement sont les suivantes : fermeture de la voie avec pose de barrières de neige, gardiennage de part et d’autre de la section enneigée, déviation de la circulation si cela est possible, diffusion de l’information de coupure, opérations de déneigement, puis réouverture de la section coupée et diffusion de l’information de réouverture.
Les opérations de déneigement sont réalisées à l'aide d'engins de service hivernal spécialement équipés pour cette tâche. Quinze directions régionales et provinciales de l'équipement et des transports sont concernées par la neige : Ifrane, Khénifra, Meknès, Sefrou, Boulemane, Taza, Al Hoceïma, Bouarfa, Errachidia, Beni Mellal, Ouarzazate, Chefchaouen, Azilal, Oujda, Al Haouz. Les équipes d'intervention disposaient en 2008 d’un parc de matériel composé de 93 unités de déneigement (65 Camions à étrave, 23 fraises et 5 niveleuses à étrave). Le choix du matériel utilisé dans les travaux de déneigement dépend des hauteurs de neige à traiter. En général, pour les hauteurs inférieures à 60 cm, on utilise les camions à étraves (Renault, Unimog et Berliet). Lorsque la hauteur de neige dépasse les 60 cm, le matériel utilisé est constitué de fraises ou de niveleuses étraves. Le traitement du verglas se fait en général à l’aide de la lame de la niveleuse.
L’opération de déneigement des routes ne pouvant pas s’effectuer simultanément sur l’ensemble du réseau routier enneigé, le réseau routier est hiérarchisé selon l'importance économique et stratégique de chacune des routes. Trois niveaux de service sont définis :
- le niveau de service S1 (1 850 km en 2008) : Les routes bénéficient d’une intervention continue (en l’absence de tempêtes de neige) de jour comme de nuit afin que la circulation y soit maintenue dans de bonnes conditions en permanence ou, le cas échéant, dans des délais très courts n’excédant pas 4 heures après la fin d’une tempête de neige. En général, ce sont les routes nationales et les routes régionales importantes qui sont classées dans ce niveau.
- le niveau de service S2 (1 700 km en 2008) : Des conditions de circulation acceptable pendant le jour sont recherchées tout en organisant, le cas échéant, des convois en cas de chutes de neige prolongées.
- le niveau de service S3 (1 360 km en 2008) : Aucun délai de retour à la normale n'est imposé. Des conditions de circulation acceptables y sont assurées dès que possible.

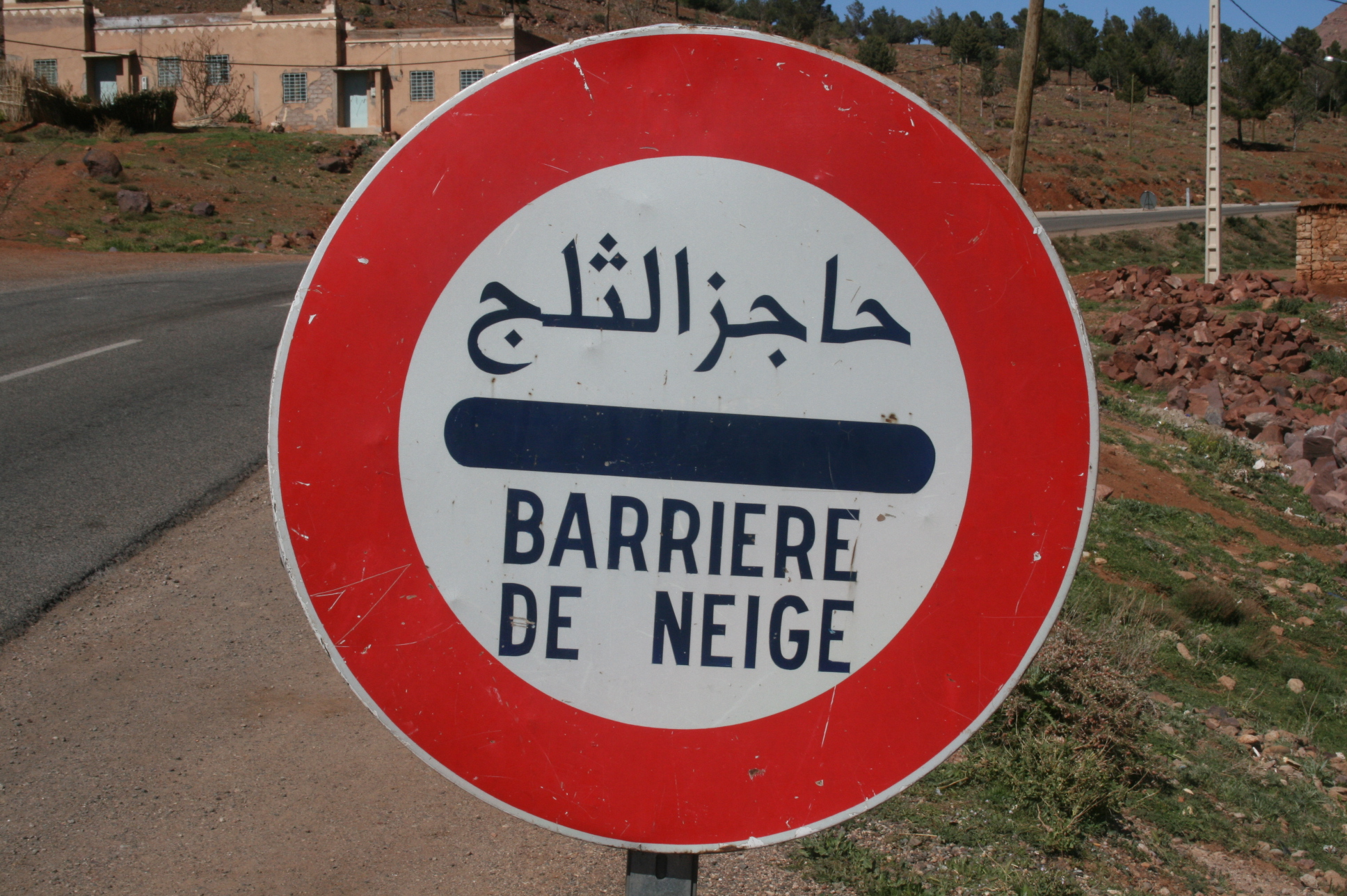
Panneau de signalisation de la présence d'une barrière de neige.

Pour empêcher la glace de se former ou pour la faire fondre, une fois la neige raclée, du sel est répandu sur la chaussée. La quantité de sel utilisée au Maroc est en moyenne de 2 000 tonnes par an pour 5 000 km de routes enneigées. Cette quantité n'est pas excessive comparativement à la Suède ou au Québec qui consomment respectivement  300 000 et 700 000 tonnes de sel par an pour 140 000 et 130 000 km de routes enneigées, avec toutefois des hivers d'une intensité plus importante.
En sus des opérations de raclage, d'évacuation de la neige et de salage, des opérations de sablage sont réalisées afin de réduire tout risque de glisse et assurer une bonne adhérence chaussée– pneumatique. Des graviers sont généralement employés. Dans la province de Khénifra, l'utilisation de pouzzolane, extraite d’une carrière dans la région de Timahdite (Province d'Ifrane), a été introduite pour la première fois lors de la campagne de déneigement 2005-2006. Cette technique a permis d'améliorer l'adhérence de la chaussée pendant mais surtout après l'événement. Cette expérience a pu ensuite être généralisée et contribue à réduire la quantité de sel utilisée et ainsi à limiter l'impact sur l'environnement de la saison hivernale qui, dans tous les pays devant procéder à des opérations de déneigement, est très important de par la surconsommation de carburant et des lubrifiants et l'utilisation des fondants routiers (sel) qui polluent la nappe phréatique et réduisent la flore.

#### Crues

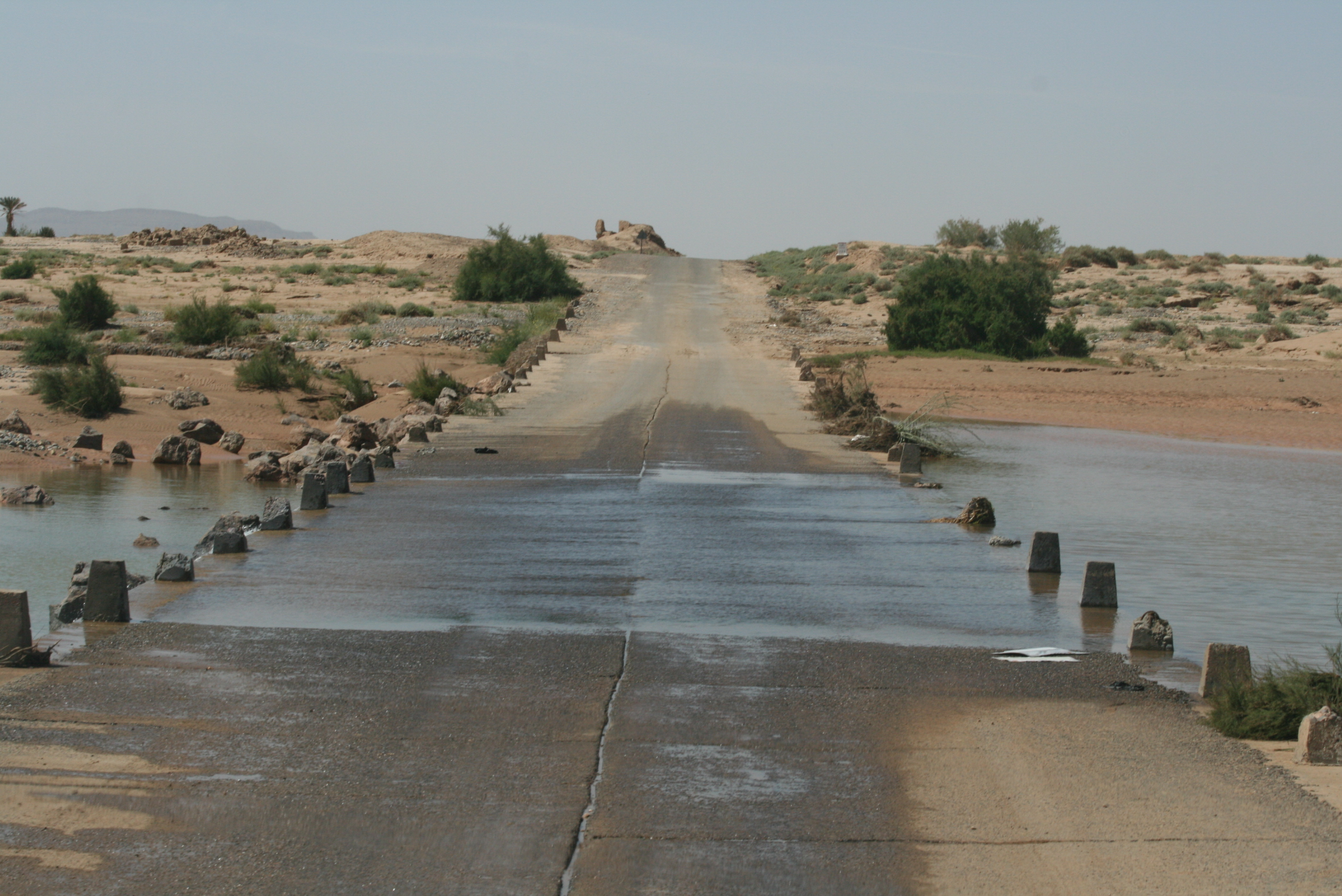
Route franchissable dans le sud marocain, évitant la destruction de l'ouvrage en cas de crue et donc une longue interruption de circulation.

En cas d'interruption de la circulation en raison d'une crue, la stratégie d'intervention comporte trois phases. Il s'agit d'abord de rétablir la circulation à court terme en mettant en place chaque fois que possible une déviation sur des itinéraires alternatifs, et en y installant la signalisation adaptée. Puis, en fonction de la nature des dégradations constatées, et particulièrement en cas de dégâts aux ouvrages d'art destinés aux franchissement l'impossibilité de leur réutilisationt (ouvrage très dégradé, emporté en totalité ou en partie, etc.), des travaux de rétablissement de la circulation à moyen terme seront entrepris afin de rétablir un niveau de service acceptable. Un pont de secours pourra alors être mis en place ou une déviation localisée construite. Ces solutions sont réalisées dans des délais relativement courts et leur fonctionnement est prévu pour durer le temps nécessaire à l’étude et la réalisation des travaux relatifs à la solution définitive. Ces travaux constituent la troisième phase et ont pour objectif de recouvrer un niveau de service normal, similaire à celui antérieur au sinistre.

#### Ensablement
Les sections susceptibles d'être ensablées, localisées dans le sud du pays, sont connues et identifiées. Elles font l’objet d’un suivi particulier par les gestionnaires locaux du réseau routier. La stratégie d’intervention consiste en l'affectation de brigades lourdes mécanisées au niveau de ces sections pour dégager le sable accumulé sur la chaussée, réduire les dimensions des dunes proches de la voie de circulation, en particulier leur hauteur et capter les cordons de sable avant leur arrivée aux points d’accumulation et les chasser une fois formés.

### Information des usagers
Pour l’information du grand public, un numéro de téléphone (03 57 71 17 17) qui fonctionne 24 heures sur 24 et 7 jours sur 7 est mis à la disposition des usagers. Il informe le public sur l’état du réseau routier notamment les conditions de circulation pendant les chutes de neige. L’information du grand public se fait aussi par les communiqués à la radio, à la télévision et de presse. Ces communiqués (coupures ou réouvertures de routes) sont établis par le service exploitation et viabilité de la Direction des Routes.
Des panneaux à messages variables ont par ailleurs été posés pour informer les usagers de la route en temps réel sur l’état du réseau surtout en période de déneigement, avec les possibilités de déviations.